# 愛情達陣
《愛情達陣》（英語：Leatherheads）是2008年美國的一部喜劇電影，喬治·克隆尼導演並擔任主演之一，其他的主演則有芮妮·齊薇格、強納森·布萊斯與約翰·卡拉辛斯基。

## 劇情
1925年，美式足球金童吉米“道奇”康奈利（Jimmy "Dodge" Connelly，喬治·克隆尼飾），為了重振失去贊助商、搖搖欲墜的球隊，找來剛退伍不久，打著戰爭英雄招牌準備進入球場的足球明星卡特·拉瑟福德（Carter Rutherford，約翰·卡拉辛斯基飾）加盟；同時，芝加哥論壇報記者萊希·里爾敦（Lexie Littleton，芮妮·齊薇格飾）發現了蛛絲馬跡，卡特的戰爭英雄身分似乎有問題，與卡特的經理人西西（CC，強納森·布萊斯飾）展開了一連串的真相攻防戰。
由於美式足球賭盤牽涉的金錢、黑幕越來越失控，美國政府透過國家美式足球聯盟開始介入並準備成立正規職業聯賽，控制球賽的各種地下勢力則試圖反抗，位於風暴中心的兩位明星球員，將何去何從？

## 外部連結
- 官方网站
- 互联网电影数据库（IMDb）上《Leatherheads》的资料（英文）
- 爛番茄上《Leatherheads》的資料（英文）
- Metacritic上《Leatherheads》的資料（英文）
- Box Office Mojo上《Leatherheads》的資料（英文）
- AllMovie上《Leatherheads》的资料（英文）